# 居神神社
居神神社（いがみじんじゃ）は、神奈川県小田原市の旧小田原宿、板橋口（上方口）近くに鎮座する三浦荒次郎義意公を主祭神に祀る神社。
氏子地域は、南町の一部（旧山角町）と板橋（旧板橋村）。旧東海道である国道1号線に面し、光円寺に隣接する。場所柄、海・港に近く漁師が多いことに加え、石屋、畳屋などの職人も多く、祭礼の際は居神流と呼ばれる荒々しい担ぎ方をする神社である。境内には小田原市重要文化財に指定された古石碑群がある。

## 祭神
- 三浦荒次郎義意（みうらあらじろうよしおき）
- 木花咲耶姫命（このはなさくやひめのみこと）
- 火之加具土神（ひのかぐつちのかみ）

## 祭礼
- 1月1日 歳旦祭
- 2月11日 祈年祭
- 3月最終日曜日 学業成就祈願祭
- 5月4日 例大祭
- 5月5日 例大祭、神幸祭
- 9月11日 小祭（しょうさい）
- 11月23日 新嘗祭（にいなめさい）
- 12月31日 除夜祭

## 由緒
居神神社の創建に関わる史料は、旧記を焼失した関係で170年以上も前から永正年間に創建と伝えられてきたが、最近、永正17年（1520年）に居神神社が創建されたという記述が発見され、創建された年がわかった。
三浦氏は桓武平氏の流れをくむ名族で、三浦半島を本拠に相模の太守として権勢を振るっていたが、明応4年（1495年）伊勢新九郎盛時（北条早雲）が小田原城を謀略によって落とした頃より対立し始める。相模平定を狙う早雲の軍勢によって、永正9年（1512年）三浦道寸義同の居城である相州岡崎城、続いて住吉城と落とされ、追われた義同は、子息　三浦荒次郎義意（弾正少弼）の守る三崎新井城に籠るのである。新井城は、関東屈指の名城で、早雲も3年間攻めあぐねたが、やがて城の兵糧も底をつき、永正13年（1516年）7月11日、城から打って出た義同は、早これまでと自刃し、これを見届けた義意は、1人門の外に出て、北条勢を迎え討つ。この時、義意は21歳、背丈7尺5寸、器量骨柄に優れ、手足の筋骨は荒々しく、八十五人力の力をもっていた。白樫の八角棒を打ち振り、死に至る者500人余り、しかし、獅子奮迅の働きもむなしく、永正13年（1516年）7月11日、自刃する。十五歳の時にはすでに官位弾正少弼を賜り、文武両道に優れた武将と伝えられている。永正17年（1520）年、居神大明神として祀られる。
例祭後数日して、宮司、氏子総代、神輿の責任者らが、ご祭神の墓所（油壷）に毎年参拝する習慣がある（三浦墓参）。

## 例大祭

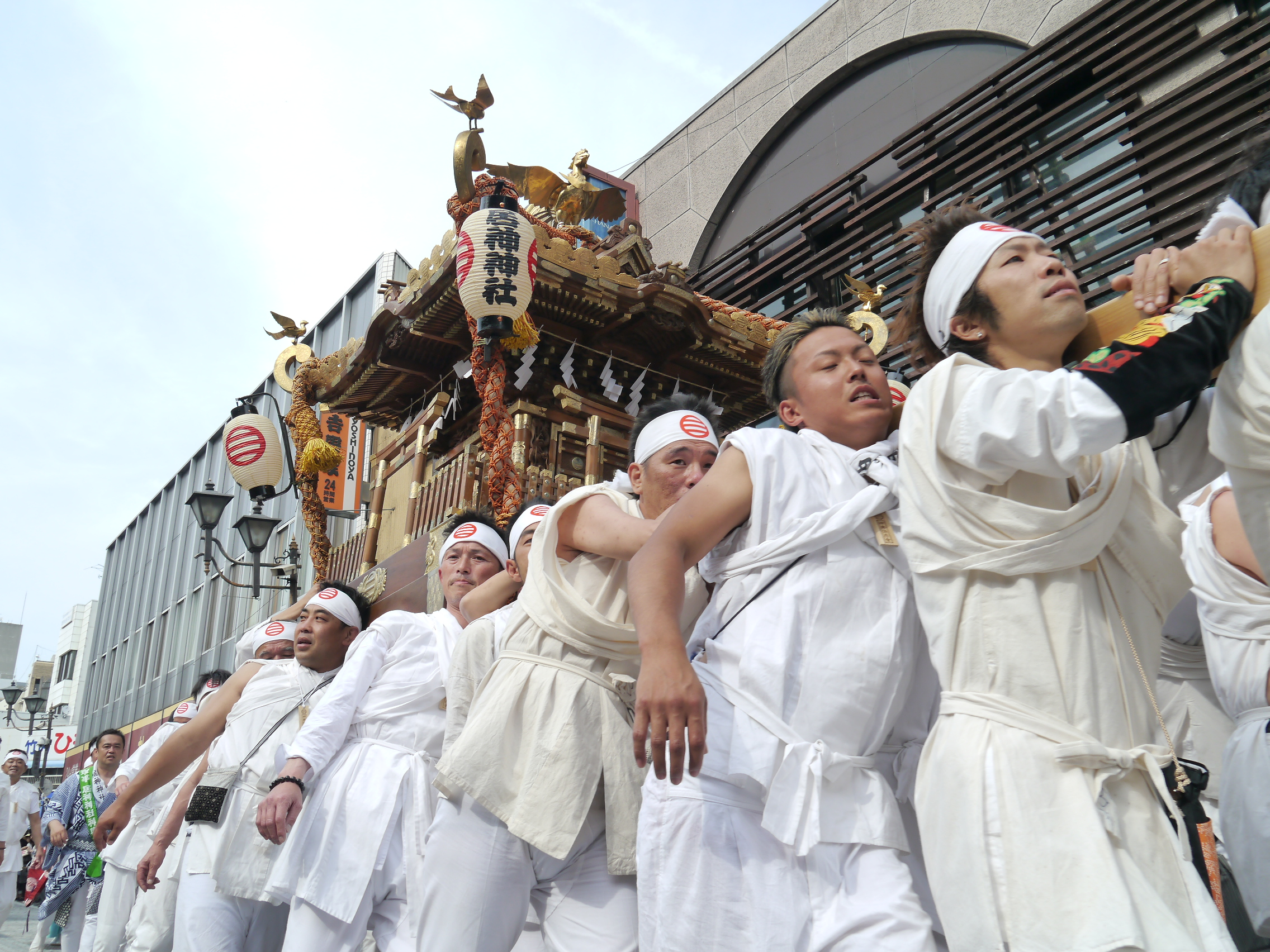
北條五代祭りでパレードする居神神社の本社神輿。八棟造の2点棒で神輿振りを行う。

神社の神輿は明治21年（1888年）に小田原藩最後のお抱えお城大工　香川若狭藤原高之（香川文造高之〈1826 - 1900〉）によって造られた八棟白木造の神輿である。
高之は、幕末期、関東一帯で腕利き宮大工集団として盛名を誇った愛甲郡半原村（愛川町）、柏木（後に矢内と改姓）右兵衛の三男として生まれる。長男、矢内右兵衛高光は、将軍家作事方を務めるなど江戸城の普請に携わる。三男の佐文治（高之）は、若くしてその腕を見込まれ、苗字帯刀を許される小田原藩大久保家お抱え大工の香川家の養子に入り、香川高之と称した。
高之は、小田原城藩主御殿や御濱御殿、小田原城天守閣模型（大久保神社蔵）、箱根関所などお城大工として多くの建設、改築を手掛けており、明治時代になると、天皇家の別荘である箱根離宮の建設なども携わっていた。
居神神社の神輿の特徴である八棟とは木組みが大変難しい技法で、天守閣の装飾に使われる千鳥破風を四方に配置してある。方輿（四棟）が主流の関東においては、八棟の神輿は数基しかない大変貴重なものであり、特徴ある屋根部を凌駕する神輿の全容は、気品あふれる美しい形となっている。これは、高之がお城大工として培ってきた、技術と誇りの集大成といっても過言ではない。
例大祭は、大永元年（1521年）より始まるといわれ、7月11日が祭礼日だった。
江戸時代には、隔年に神輿が行われ、『新編相模国風土記稿』に「巡行の次第、山角・筋違二町より箱根口城内馬出門にて祈祷、大手に出、青物町欄干橋より安斎小路に入、濱下り祈祷、夫より板橋村地蔵堂前に至る」との記録も残る。この順路で明治28年まで渡御されたという。
現在は、5月4日（宵宮）、5日（神幸祭）の2日間で行われる。神社神輿は5月3日の北條五代祭りのパレードと5日の神幸祭のみに担がれる。5日は朝に宮出しされた神輿は13時頃に荒久海岸で浜降りをし、そして夜の19時半からの宮入でクライマックスを迎える。
神社神輿の担ぎ手の衣装は宰領と呼ばれる神輿の役員（神輿保存會役員）は浴衣を着て緑色の襷をかけ居神神社の鉢巻を首にかける、それ以外の一般担ぎ手は白張（白丁のようなもの）に白足袋を履き居神神社の鉢巻を頭に巻く。一般担ぎ手の正装は裸の上に白張、半股引、白足袋、そして鉢巻を頭に巻くとされているが、今は白張の下に白の鯉口シャツを着ている人や長い股引の人など格好は人によって様々である。ただ神社神輿の担ぎ手の衣装は全身白でなければならないという決まりがあるので黒足袋や黒股引を履いている人はもちろんいない。
神社神輿の担ぎ方は小田原流の中でも近年は、居神流と呼ばれ他小田原流神社とは違う特殊な担ぎ方をする。まず二天棒である事と木遣りを歌わず野声でとんでいくことが挙げられるが、一番の特徴は、ご祭神を「荒ぶる神」とし、荒々しいことが、ご意に適うとして、あおりと神輿の回転が行われる。あおりは他地区でいう神輿振りのことで御神酒所（北條五代ではとんだあと）正面から見て右側から4回左右に倒す。そして神輿の回転は北條五代では銀座通りやナック前の交差点、例大祭では箱根口交差点や早川口歩道橋前で行われる。神輿の回転は右回りでだいたい1周から4周ほど行われる。特に神社神輿の宮入では神社前の国道1号線（板橋見附〜早川口信号間）を上下線通行止めにし神社前で1回あおった後約10分ほど神社前を走り回って太鼓の合図がしたら神社入り、急な階段を社殿前まで上がってゆく。そして上まで上がったあと神輿はそのまま社殿回りを3周回るこの時1周回って社殿前に着くたびにあおりを行う。そしてその3周回って神輿が降ろされると神職によって御霊がお宮に還される。
ちなみに町内神輿は基本松原とかと同じ小田原流で木遣りも歌うが神社神輿と同じように二天棒（30区以外）や回ってあおる地区などもある。
現段階で町内神輿を持っている地区は29区山角町、30区宮本、31区荒久、32区西海子（松原の地区でもある）、60区荒神會、61区居龍會である。

## 氏子地区
- 29区 山角町
- 30区 宮本
- 31区 荒久
- 32区 西海子
- 58区 下河原
- 59区
- 60区
- 61区

参考：小田原市地理情報システム：ナビ・オダワラ

## 所在地
- 神奈川県小田原市城山4-23-29